# كلاوديو سيلسو
كلاوديو سيلسو (بالبرتغالية: Claudio Celso‏) هو عازف قيثارة جاز وملحن برازيلي، ولد في 4 أغسطس 1955 في ساو باولو في البرازيل.

## وصلات خارجية
- الموقع الرسمي